# Paul Dusart
Pour les articles homonymes, voir Dusart.
Paul Dusart, (prononcé [dysaʁ]), né le 11 mai 1865 à Valenciennes et mort le 31 octobre 1933 à Paris, est un architecte exerçant à Valenciennes.

## Biographie
Paul Dusart est le fils d’Émile Dusart (1827-1900), architecte à Valenciennes, et d'Odile Laurent 1827-1866).
Il commence sa formation à l’école des beaux-arts de Valenciennes, élève de son père. Il poursuit sa formation à l’École nationale et spéciale des Beaux-Arts, élève de Louis-Jules André et Victor Laloux. Il est diplômé le 11 juin 1891. En 1893, il est lauréat du premier Second Grand Prix de Rome dans la catégorie « Architecture ».
Il s’installe à Valenciennes en 1896 où il construit de nombreux bâtiments dont le musée des Beaux-Arts et le Lycée Henri-Wallon. Il succède à son père comme professeur à l’école des Beaux-Arts dès 1896. Il a comme élèves Albert Boulfroy (1879 -1918), René Le Seurre, René Mirland, Raoul Séguier et Floréal Pavot (1887-1969). Il est l’architecte de la Ville de Valenciennes de 1902 à 1914.
Il part à Paris au début de la première guerre mondiale, réside au 22 rue Scheffer à Paris 16ème et y reste jusqu’à son décès en 1933.
Il a également peint de nombreuses aquarelles.
Il est inhumé au cimetière Saint-Roch de Valenciennes,.

## Principales réalisations

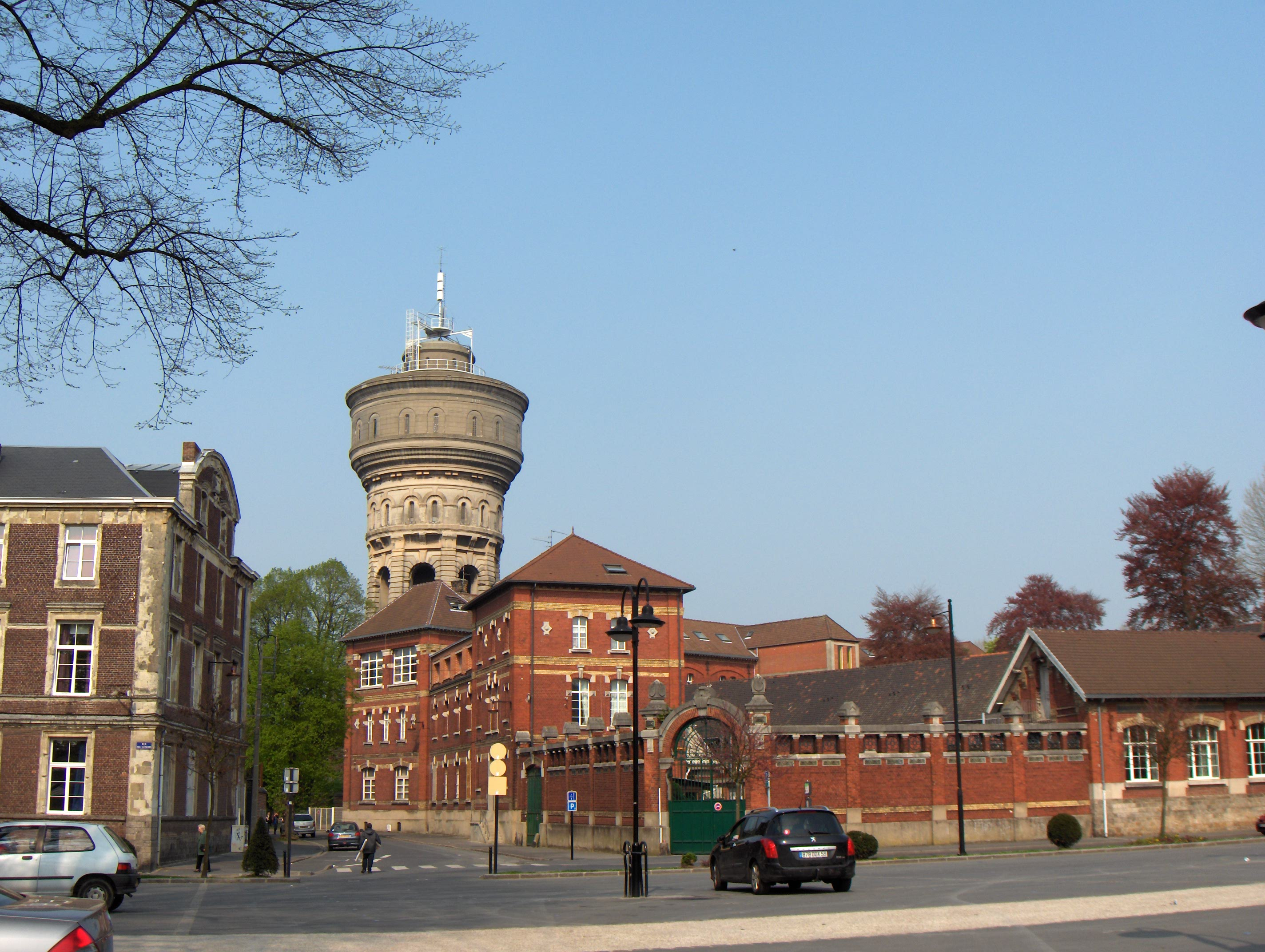
La Place Verte de Valenciennes avec le château d'eau.

- 1904-1905 : collège de jeunes filles (Lycée Antoine Watteau), 20 Boulevard Pater à Valenciennes[6],[7].
- 1905-1909 : musée des beaux-arts de Valenciennes.
- 1908 : château d'eau de la Place Verte, 4 rue Louis-Bracq à Valenciennes[8].
- 1913 : lycée de garçons (Lycée Henri-Wallon) 16 place de la République à Valenciennes.

## Vie privée
Il épouse le 9 mai 1899 à Maresches (Nord) Alice Carpentier (1874-1922), dont il a 3 enfants.
Il est le beau-frère d'Edmond Lemaire (1853-1917), architecte, et l'oncle de Paul Decaux (1881-1968), également architecte.

## Distinctions
- Palmes académiques :
  -  Officier de l'Instruction publique ;
  -  Officier d'académie (1906) ;
- Prix Godeboeuf (22 décembre 1887) ;
- Prix Chaudesaigues (1er novembre 1891) ;
- 1er Second Grand Prix de Rome, dans la catégorie « Architecture » (7 août 1893)[9],[3].